# Frances Marion
Frances Marion, właśc. Marion Benson Owens (ur. 18 listopada 1888 w San Francisco, zm. 12 maja 1973 w Los Angeles) – amerykańska dziennikarka, pisarka, scenarzystka i reżyserka filmowa. Wiele filmów nakręconych według jej scenariusza przeszło do historii kinematografii. Była pierwszą osobą, która zdobyła dwukrotnie Oscara za scenariusz.

## Życiorys
Początkowo pracowała jako dziennikarka. Wysłano ją na front I wojny światowej jako korespondentkę wojenną. Po powrocie z wojny przeniosła się do Los Angeles, gdzie została zatrudniona jako asystentka w wytwórni filmowej Lois Weber Productions. Była ona prowadzona przez pionierską reżyserkę filmową Lois Weber.
Pod pseudonimem Frances Marion napisała wiele scenariuszy dla aktorki Mary Pickford, m.in. Mała księżniczka (1917) Marshalla Neilana i Małe bogate biedactwo (1917) Maurice'a Tourneura, a poza tym do wielu filmów z lat 20. i 30. XX wieku. Przypisuje się jej stworzenie ponad 300 scenariuszy i ponad 130 wyprodukowanych filmów.
Jako pierwsza kobieta zdobyła Oscara za najlepszy scenariusz adaptowany do filmu Szary dom (1930), a niedługo później kolejnego Oscara za najlepszy materiał literacki do filmu Mistrz (1931) Kinga Vidora.
Przez wiele lat była związana kontraktem z wytwórnią MGM, ale gdy się wzbogaciła, opuściła w 1946 Hollywood, by poświęcić się pisaniu powieści i sztuk teatralnych.

## Życie prywatne
Była dwukrotnie zamężna - po raz pierwszy w 1919 z aktorem Fredem Thomsonem, a po jego nieoczekiwanej śmierci w 1928 poślubiła w 1930 reżysera George'a W. Hilla. Para rozwiodła się w 1933.

## Wybrana filmografia

### scenarzystka
- Mała księżniczka (The Little Princess) (1917)
- Sieć pożądania (The Web of Desire) (1917)
- Ania z Zielonego Wzgórza (Anne of Green Gables) (1919)
- The Toll of the Sea (1922)
- Sekrety (Secrets) (1924)
- Anioł ciemności (The Dark Angel) (1925)
- Złodziej w raju (A Thief in Paradise) (1925)
- Syn szejka (The Son of the Sheik) (1926)
- Szkarłatna litera (The Scarlet Letter) (1926)
- Czerwony młyn (The Red Mill) (1927)
- Anna Karenina (Love) (1927)
- Callahans i Murphy (The Callahans and the Murphys) (1927)
- Wicher (Wind, The) (1928)
- Maski diabła (The Masks of the Devil) (1928)
- Bringing Up Father (1928)
- Kozacy (The Cossacks)) (1928)
- Their Own Desire (1929)
- The Rogue Song (1930)
- Anna Christie (1930)
- Szary dom (The Big House) (1930)
- Min i Bill (Min and Bill) (1930)
- Tajemnicza szóstka (The Secret Six) (1931)
- Mistrz (The Champ) (1931)
- Kolacja o ósmej (Dinner at Eight) (1933)
- Mała biedna dziewczynka (Poor Little Rich Girl) (1936)
- Dama kameliowa (Camille) (1936)
- Hrabina Władimow (Knight Without Armour) (1937)[3][4]